# Primer Secretario de Estado
Primer Secretario de Estado es un título honorífico, que ocasionalmente se ha utilizado dentro del Gabinete del Reino Unido. Este título sitúa a la persona que lo ostenta como el secretario de Estado de mayor rango de entre los miembros del Gabinete. No obstante, no ejerce más poder que cualquiera de los otros miembros.

## Actual titular
El Primer Secretario de Estado actual es Dominic Raab, quien ostenta además el cargo de Secretario de Estado para Relaciones Exteriores y de la Mancomunidad. Asumió ambas responsabilidades el 24 de julio de 2019.

## Lista de los Primeros Secretarios de Estado
| Nombre          | Nombre                                                           | Fotografía      | Años de servicio      | Años de servicio        | Partido político                                                                                                  | Otros cargos ministeriales | Primer ministro | Primer ministro                                                 |
| --------------- | ---------------------------------------------------------------- | --------------- | --------------------- | ----------------------- | --- | --- | --------------- | --------------------------------------------------------------- |
|                 | El M.Hon. Lord Richard A. Butler, barón Butler de Saffron Walden |                 | 13 de julio de 1962   | 18 de octubre de 1963   | Conservador | Vice primer ministro |                 | El M.Hon. Harold Macmillan, conde de Stockton                   |
| No hubo titular | No hubo titular                                                  | No hubo titular | 1963–1964             | 1963–1964               | | |                 | El M.Hon. Lord Alexander Douglas-Home, barón Home de los Hirsel |
|                 | El M.Hon. Lord George Brown, barón George-Brown                  |                 | 16 de octubre de 1964 | 11 de agosto de 1966    | Laborista (Vicepresidente del Partido)                                                                            | Secretario de Estado de Asuntos Económicos                                                                                         |                 | El M.Hon. Lord Harold Wilson, barón Wilson de Rievaulx          |
|                 | El M.Hon. Lord Michael Stewart, barón Stewart of Fulham          |                 | 11 de agosto de 1966  | 6 de abril de 1968      | Laborista | Secretario de Estado de Asuntos Económicos (hasta agosto de 1967) Secretario de Estado de Asuntos Exteriores (desde marzo de 1968) |                 | El M.Hon. Lord Harold Wilson, barón Wilson de Rievaulx          |
|                 | La M.Hon. Lady Barbara Castle, baronesa Castle de Blackburn      |                 | 6 de abril de 1968    | 19 de junio de 1970     | Laborista | Secretaria de Estado de Empleo |                 | El M.Hon. Lord Harold Wilson, barón Wilson de Rievaulx          |
| No hubo titular | No hubo titular                                                  | No hubo titular | 1970–1995             | 1970–1995               | | |                 | El M.Hon. Sir Edward Heath                                      |
| No hubo titular | No hubo titular                                                  | No hubo titular | 1970–1995             | 1970–1995               | El M.Hon. Lord Harold Wilson, barón Wilson de Rievaulx El M.Hon. Lord James Callaghan, barón Callaghan de Cardiff | |                 |                                                                 |
| No hubo titular | No hubo titular                                                  | No hubo titular | 1970–1995             | 1970–1995               | La M.Hon. Lady Margaret Thatcher, baronesa Thatcher                                                               | |                 |                                                                 |
| No hubo titular | No hubo titular                                                  | No hubo titular | 1970–1995             | 1970–1995               | El M.Hon. Sir John Major                                                                                          | |                 |                                                                 |
|                 | El M.Hon. Lord Michael Heseltine, barón Heseltine de Thenford    |                 | 20 de julio de 1995   | 2 de mayo de 1997       | Conservador | Vice primer ministro |                 |                                                                 |
| No hubo titular | No hubo titular                                                  | No hubo titular | 1997–2001             | 1997–2001               | | |                 | El M.Hon. Tony Blair                                            |
|                 | El M.Hon. Lord John Prescott, barón Prescott                     |                 | 8 de junio de 2001    | 27 de junio de 2007     | Laborista (Vicepresidente del Partido)                                                                            | Vice primer ministro (desde 1997)                                                                                                  |                 | El M.Hon. Tony Blair                                            |
| No hubo titular | No hubo titular                                                  | No hubo titular | 2007–2009             | 2007–2009               | | |                 | El M.Hon. Gordon Brown                                          |
|                 | El M.Hon. Lord Peter Mandelson, barón Mandelson                  |                 | 5 de junio de 2009    | 11 de mayo de 2010      | Laborista | Secretario de Estado de Comercio Lord Presidente del Consejo                                                                       |                 | El M.Hon. Gordon Brown                                          |
|                 | El M.Hon. William Hague                                          |                 | 12 de mayo de 2010    | 8 de mayo de 2015       | Conservador | Secretario de Estado de Asuntos Exteriores                                                                                         |                 | El M.Hon. David Cameron                                         |
|                 | El M.Hon. George Osborne                                         |                 | 8 de mayo de 2015     | 13 de julio de 2016     | Conservador | Ministro de Hacienda del Reino Unido                                                                                               |                 | El M.Hon. David Cameron                                         |
| No hubo titular | No hubo titular                                                  | No hubo titular | 2016-2017             | 2016-2017               | | |                 | La M.Hon. Theresa May                                           |
|                 | El M.Hon. Damian Green                                           |                 | 11 de junio de 2017   | 20 de diciembre de 2017 | Conservador | Ministro de Hacienda del Reino Unido                                                                                               |                 | La M.Hon. Theresa May                                           |
| No hubo titular | No hubo titular                                                  | No hubo titular | 2017–2019             | 2017–2019               | 2017–2019 | |                 |                                                                 |
|                 | El M.Hon. Dominic Raab                                           |                 | 24 de julio de 2019   | En el cargo             | Conservador | Secretario de Estado para Relaciones Exteriores y de la Mancomunidad                                                               | [ 1 ]           |                                                                 |